# Morus (fågelsläkte)
Morus är ett släkte med fåglar i familjen sulor inom ordningen sulfåglar. Det beskrevs av den franske ornitologen Louis Jean Pierre Vieillot 1816. Släktet omfattar tre nu levande arter:
- Havssula (M. bassanus)
- Kapsula (M. capensis)
- Australisk sula (M. serrator)